# GW170814
GW170814 fue una señal de onda gravitacional detectada por el observatorio LIGO y VIRGO el 14 de agosto de 2017 hora local. El 27 de septiembre de 2017 (16:30 UTC). La cuarta señal confirmada tras GW150914, GW151226 y GW170104.
LIGO y VIRGO anunciaron la primera observación de ondas gravitacionales realizada por tres detectores. Este resultado destaca el potencial científico de una red global de detectores de ondas gravitacionales, consiguiendo una mejor localización de la fuente y acceso a las polarizaciones de las ondas gravitacionales.
Los dos detectores de ondas gravitacionales por interferometría láser (LIGO por sus siglas en inglés), situados en Livingston, Luisiana y Hanford, Washington, EE. UU. y el detector Virgo, situado en el Observatorio Gravitacional Europeo (EGO) en Cascina, cerca de Pisa, Italia, detectaron una señal transitoria de onda gravitacional producida por la coalescencia de dos agujeros negros de masas estelares.

## Detección del evento
La observación de los tres detectores tuvo lugar el 14 de agosto de 2017 a las 10:30:43 UTC. Las ondas gravitacionales detectadas, "arrugas en el espacio-tiempo", fueron emitidas durante los momentos finales de la fusión de dos agujeros negros con masas de aproximadamente 31 y 25 veces la masa del Sol y situados en torno a 1.8 miles de millones de años-luz. El agujero negro en rotación resultante tiene cerca de 53 veces la masa del Sol. Esto significa que aproximadamente tres masas solares fueron convertidas en energía en forma de ondas gravitacionales durante la coalescencia.
Esta es la cuarta detección de un sistema binario de agujeros negros. Aunque este evento es de relevancia astrofísica, cuenta también con un importante valor añadido: esta es la primera señal de onda gravitacional que ha sido captada por el detector Virgo, que ha completado recientemente su mejora a Advanced Virgo.
“Es maravilloso ver por primera vez una señal de onda gravitacional en nuestro nuevo detector Advanced Virgo solo dos semanas después de que empezara a tomar datos de manera oficial,” comenta Jo van den Brand, del Nikhef y la UV Universidad de Ámsterdam, portavoz de la Colaboración Virgo. “Es una gran recompensa después de todo el trabajo llevado a cabo en el proyecto Advanced Virgo para mejorar el instrumento durante los últimos seis años.” “Esto es solo el comienzo de las observaciones mediante la red compuesta por Virgo y LIGO trabajando conjuntamente,” destaca David Shoemaker del MIT, portavoz de la Colaboración Científica LIGO. “Con el siguiente periodo de observación planeado para el otoño de 2018 podemos esperar que este tipo de detecciones ocurran semanalmente o incluso con más frecuencia.”
El descubrimiento, aceptado para su publicación en la revista Physical Review Letters (el artículo está disponible para ser descargado en estos enlaces: https://dcc.ligo.org/P170814 y https://tds.virgo-gw.eu/GW170814 ; aparecerá mañana en arXiv) fue realizado por la Colaboración Virgo y la Colaboración Científica LIGO, que incluye a la Colaboración GEO y a OzGrav. La red global para la ciencia de ondas gravitacionales El detector Virgo se unió al segundo periodo de observación (O2) el 1 de agosto de 2017 a las 10:00 UTC, después del programa de mejora Advanced Virgo de varios años de duración y meses de intenso trabajo para su puesta en marcha mejorando su sensibilidad. La detección en tiempo real fue activada por datos provenientes de los tres detectores LIGO y Virgo. Aunque actualmente Virgo sea menos sensible que LIGO, dos algoritmos independientes de búsqueda basados en toda la información disponible de los tres detectores también demostraron la evidencia de la señal en los datos de Virgo.
La colaboración de LIGO y Virgo ha madurado durante la última década. Las reuniones conjuntas de colaboración y análisis de datos comunes han unido a la comunidad. La planificación de periodos de observación coordinados, con todos los detectores operativos, es importante para extraer la máxima cantidad posible de ciencia, y especialmente la gran mejora en la localización de las fuentes vaticina un prometedor futuro para la astronomía multi-mensajero. Resultados adicionales, basados en datos de la red de tres detectores, serán anunciados en un futuro cercano por la colaboración LIGO-Virgo; en estos momentos se está terminando el análisis de los datos.
La colaboración Virgo está formada por más de 280 físicos e ingenieros pertenecientes a 20 grupos europeos de investigación: seis del Centre National de la Recherche Scientifique (CNRS) en Francia; ocho del Instituto Nazionale di Fisica Nucleare (INFN) en Italia; dos en Holanda con Nikhef; la MTA Wigner RCP de Hungría; el grupo POLGRAW de Polonia; España con la Universidad de Valencia; y EGO, el laboratorio que alberga el detector Virgo cerca de Pisa en Italia.
LIGO está financiado por la NSF y operado por Caltech y el MIT, que diseñaron y construyeron el proyecto. La financiación económica para el proyecto Advanced LIGO fue liderada por la NSF con Alemania (Max Planck Society), Reino Unido (Science and Technology Facilities Council) y Australia (Australian Research Council) realizando importantes contribuciones al proyecto. Más de 1200 científicos de alrededor del mundo participan en el esfuerzo a través de la Colaboración Científica LIGO, la cual incluye la Colaboración GEO. Los colaboradores adicionales están recogidos en la siguiente lista: 
http://ligo.org/parterns.php (enlace roto disponible en Internet Archive; véase el historial, la primera versión y la última).

## Origen astrofísico
En general, el volumen de Universo que probablemente contiene a la fuente se reduce en más de un factor 20 cuando se pasa de una red de dos detectores a una de tres. La región del cielo que incluye a GW170814 tiene un tamaño de solo 60 grados cuadrados, más de 10 veces mejor que usando únicamente los dos interferómetros LIGO; además, la precisión con la que la distancia a la fuente es medida mejora con la incorporación de Virgo. Ser capaces de apuntar a una región más pequeña del cielo es importante, pues muchas fusiones de objetos compactos - por ejemplo cuando involucran estrellas de neutrones – se espera que produzcan emisión electromagnética en una banda ancha de frecuencia, además de ondas gravitacionales. La información precisa de la localización permitió que 25 instalaciones astronómicas pudieran seguir las observaciones basadas en la detección de LIGO-Virgo, sin observar ninguna contrapartida – como es de esperar para el caso de una fusión de agujeros negros.

## Polarización
Virgo no responde exactamente igual que LIGO al paso de ondas gravitacionales debido a su orientación en la Tierra, lo que significa que se puede poner a prueba otra predicción de la Relatividad General, relacionada con las polarizaciones de las ondas gravitacionales. La polarización describe cómo se distorsiona el espacio-tiempo en las tres direcciones espaciales diferentes a medida que una onda gravitacional se propaga. Los tests iniciales basados en el evento GW170814 comparan casos extremos: por un lado, polarizaciones estrictamente permitidas por la Relatividad General; por otro lado, polarizaciones estrictamente prohibidas por la teoría de Einstein.
El análisis de los datos muestra que la predicción de Einstein está altamente favorecida. “La Colaboración Virgo y la Colaboración Científica LIGO han trabajado conjuntamente durante muchos años para analizar los datos y extraer información de las señales observadas. Una red de tres detectores abre un nuevo potencial, permitiendo tests adicionales fundamentales de predicciones teóricas,” señala Frédérique Marion, científica senior del LAPP, Annecy. Además de este nuevo resultado, otros tests de la Relatividad General que fueron realizados para las detecciones previas muestran un acuerdo general entre las observaciones y la Relatividad General.
Advanced Virgo es el instrumento de segunda generación construido y operado por la Colaboración Virgo para buscar ondas gravitacionales. Giovanni Losurdo, del INFN, quien lideró el proyecto Advanced Virgo hasta su finalización, considera: “Esta detección es un hito para toda la gente que ha dedicado su tiempo a concebir, llevar a cabo y operar Virgo y Advanced Virgo, destacando de manera pionera Alain Brillet y Adalberto Giazotto. Toda la iniciativa estuvo basada, desde su comienzo, en un objetivo visionario: la creación de una red capaz de localizar las fuentes en el cielo y comenzar una nueva era de investigación multi-mensajera del Universo. Y finalmente, después de décadas, aquí estamos”. El diseño inicial de Advanced Virgo fue completado hace 10 años, mientras el detector inicial de Virgo estaba tomando sus primeros datos. Las agencias financiadoras del proyecto Virgo, CNRS y INFN, aprobaron el proyecto en diciembre de 2009, y contribuciones importantes fueron hechas por Nikhef. Con el fin de las observaciones del detector Virgo inicial en octubre de 2011, comenzó la construcción de Advanced Virgo.
La nueva instalación fue inaugurada el febrero de 2017, mientras su puesta en marcha estaba en proceso. En abril, el control del detector alcanzó por primera vez su punto de trabajo nominal. Durante los siguientes meses, la sensibilidad del instrumento sufrió drásticas mejoras, gracias a una campaña extensiva de eliminación de ruido. Una vez que la sensibilidad de Advanced Virgo fue capaz de explorar un volumen de Universo 10 veces mayor que el del detector Virgo inicial, el 1 de agosto de 2017, Advanced Virgo se unió a los detectores LIGO para las cuatro semanas finales del periodo de toma de datos O2. “La actualización de Virgo a Advanced Virgo tenía un objetivo ambicioso: mejorar significativamente la sensibilidad del detector, para maximizar la probabilidad de detectar ondas gravitacionales”, afirma Federico Ferrini, director del Observatorio Gravitacional Europeo. “Alcanzar un nivel de rendimiento capaz de conseguir una red de tres detectores para un periodo común de toma de datos llevó muchos años de trabajo intenso e innovador. Ahora que Virgo ha observado su primer evento, me gustaría reconocer la dedicación de todos los miembros de la Colaboración Virgo, del personal de EGO y de los laboratorios participantes.”
Advanced LIGO es un detector de ondas gravitacionales de segunda generación que consiste en dos interferómetros idénticos situados en Hanford, Washington, y Livingston, Luisiana. Emplea interferometría láser de precisión similar a Advanced Virgo para detectar ondas gravitacionales. Empezando las operaciones en septiembre de 2015, Advanced LIGO ha realizado dos periodos de observación. El segundo periodo de observación O2 empezó el 30 de noviembre de 2016 y terminó el 25 de agosto de 2017.
David Reitze, de Caltech, director ejecutivo del laboratorio LIGO que construyó y opera los observatorios LIGO, añade: “Con esta primera detección conjunta de los detectores LIGO y Virgo, hemos dado un paso más allá en el cosmos de ondas gravitacionales. Virgo aporta una nueva y poderosa capacidad para detectar y mejorar la localización de las fuentes de ondas gravitacionales, una capacidad que indudablemente llevará a emocionantes y nuevos resultados en el futuro”.